# Ramsau bei Berchtesgaden
Pour les articles homonymes, voir Ramsau.
Ramsau bei Berchtesgaden est une commune de Bavière (Allemagne), située dans l'arrondissement du Pays-de-Berchtesgaden, dans le district de Haute-Bavière.

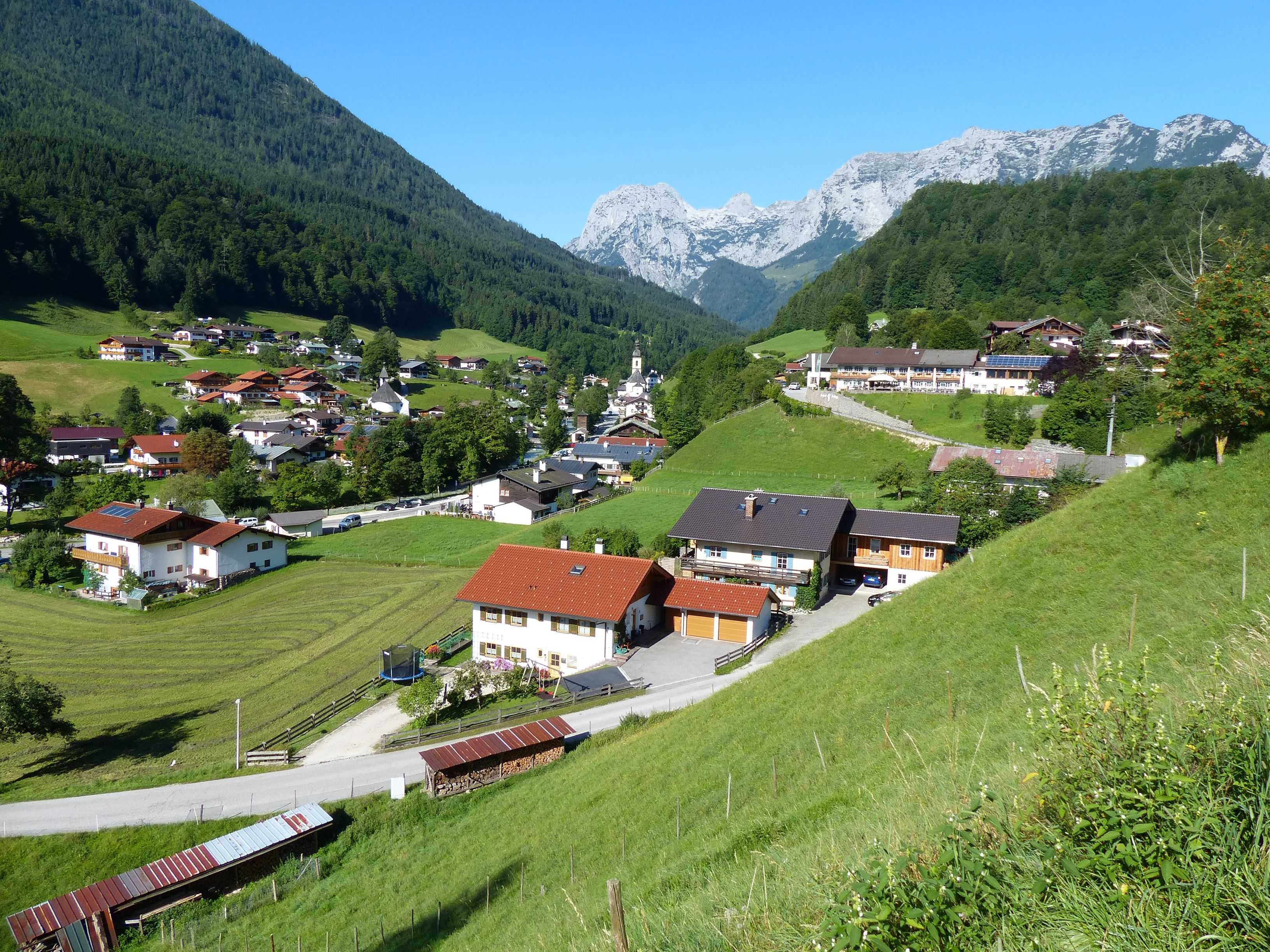
Vue générale du village.